# Rolls-Royce Silver Shadow
Rolls-Royce Silver Shadow — полноразмерный представительский автомобиль, выпускавшийся британским автопроизводителем Rolls-Royce в различных модификациях в период с 1965 по 1980 год. Это была первая модель Rolls-Royce, при разработке которой использовался несущий кузов.
Silver Shadow выпускался с 1965 по 1976 год, а Silver Shadow II — с 1977 по 1980 год. По окончании производства было построено 25.142 шт. стандартных Silver Shadow и 4915 шт. с длинной базой, что сделало его самым распространённым и продаваемым за всю историю Rolls-Royce.

## История создания
С модели Silver Shadow началась новая эпоха в истории Rolls-Royce — кризисного времени и упадка всего британского автопрома. В 1971 г. компания Rolls-Royce Limited обанкротилась, продолжая существовать как Rolls-Royce Motors в основном благодаря дотациям правительства Великобритании. 
При разработке нового Silver Shadow, который должен был вывести компанию из кризиса и обновить модельный ряд, конструкторы отказалась от традиционной рамной конструкции в пользу несущего кузова. Это решение дало ряд преимуществ: увеличение внутреннего пространства, снижение веса и сокращение габаритов. Также была применена полностью независимая подвеска на пружинах вместо жёсткого заднего моста и дисковые тормоза всех колёс вместо тормозных барабанов. примечателен и тот факт, двухконтурная гидравлическая тормозная система и гидравлическая подвеска с регулировкой высоты была приобретена по лицензии Citroën. Но уже в 1969 году от регулируемой по высоте передней подвески отказались, так как это было более важно для задней оси.
Название автомобиля Silver Shadow с английского языка переводится как «серебряная тень».

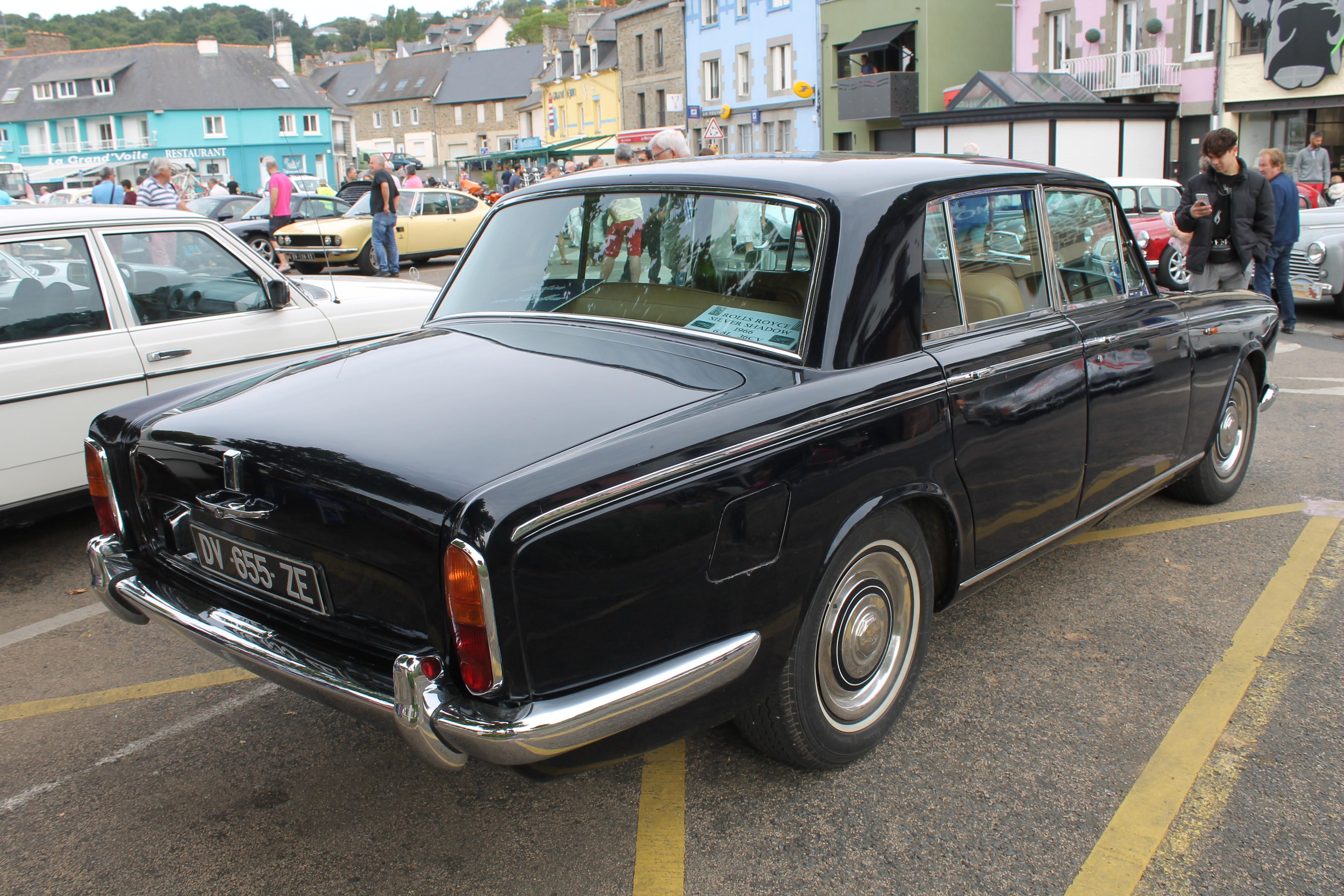
Вид сзади

Rolls-Royce Silver Shadow оснащался 6.2-литровым (алюминиевый блок) двигателем V8 от Silver Cloud мощностью 170-200 л.с. Двигатель работал в паре с 3-ступ. АКПП Turbo Hydramatic 400 (ранние экземпляры с правым рулём комплектовались 4-ступ. АКПП).
В дизайне новинки был заметен переход к угловатым формам кузова —  характерное для 60-х годов веянье в автомобильной моде. Несмотря на отказ от объёмных форм Silver Cloud, в оформлении кузова Silver Shadow всё-таки сохранились черты традиционного Rolls-Royce: массивная вертикальная решётка радиатора и монументальность. 
Для покупателей предлагалась только с заводским кузовом седан в двух вариантах колёсной базы: короткой (3035 мм) и длинной (3137 мм). Интерьер машины традиционно был выполнен из самых дорогих материалов и по желанию клиента комплектовался широким набором удобств.
По давней традиции Rolls-Royce, параллельно с Silver Shadow выпускался двойник — Bentley T-series.
Тем не менее, даже несмотря на нефтяной кризис 1973 года Rolls-Royce Silver Shadow обеспечивал фирме стабильный доход и выпускался дольше, чем любой другой автомобиль этой марки. Из-за большого числа собранных Silver Shadow различных версий, среди коллекционеров и реставраторов Silver Shadow ценится сравнительно невысоко.

## Rolls-Royce Corniche
Модельный ряд Silver Shadow не стоял на месте, поскольку уже в 1966 году заказчикам предлагался не только четырёхдверный седан, но и двухдверное купе. а в сентябре 1967 года появился двухдверный кабриолет с откидным верхом — первый кабриолет в истории марки.
В 1971 году Rolls-Royce с кузовами купе и кабриолет обзавелись собственным названием — Corniche. Название Corniche первоначально происходит от французского слова «corniche», что в переводе означает прибрежную дорогу, наподобие той, которая протянулась вдоль Французской Ривьеры.
Первоначально автомобиль имел колесную базу 3042 мм. Он был расширен до 3048 мм в 1974 году и 3061 мм в 1979 году.
В это же время на базе Rolls-Royce Corniche появилась Bentley Corniche. В дальнейшем автомобиль стал известен как Bentley Continental (1984-1995 г.г.).
Модели Corniche получили впрыск топлива Bosch KE/K-Jetronic в 1977 году. Этот двигатель, получивший индекс L410I, выдавал 240 л. с. (177 кВт; 237 л. с.) при чуть более 4000 об/мин и максимальной скорости 190 км / ч (118 миль / ч).
Общий объём производства составил 1090 седанов Rolls-Royce Corniche, 3239 кабриолетов Rolls-Royce Corniche, 69 седанов Bentley Corniche и 77 кабриолетов Bentley Corniche.

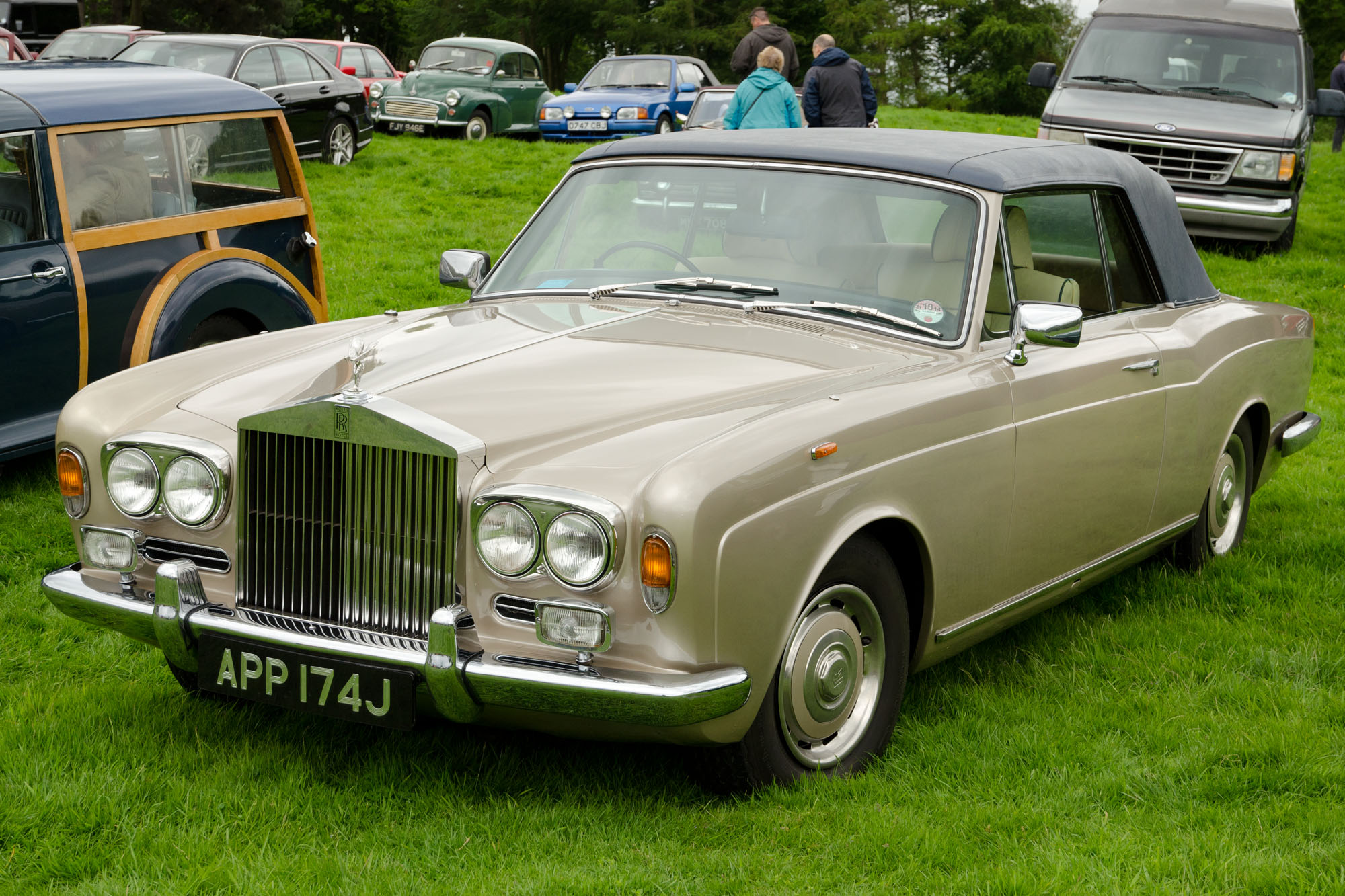
кабриолет Rolls-Royce Corniche
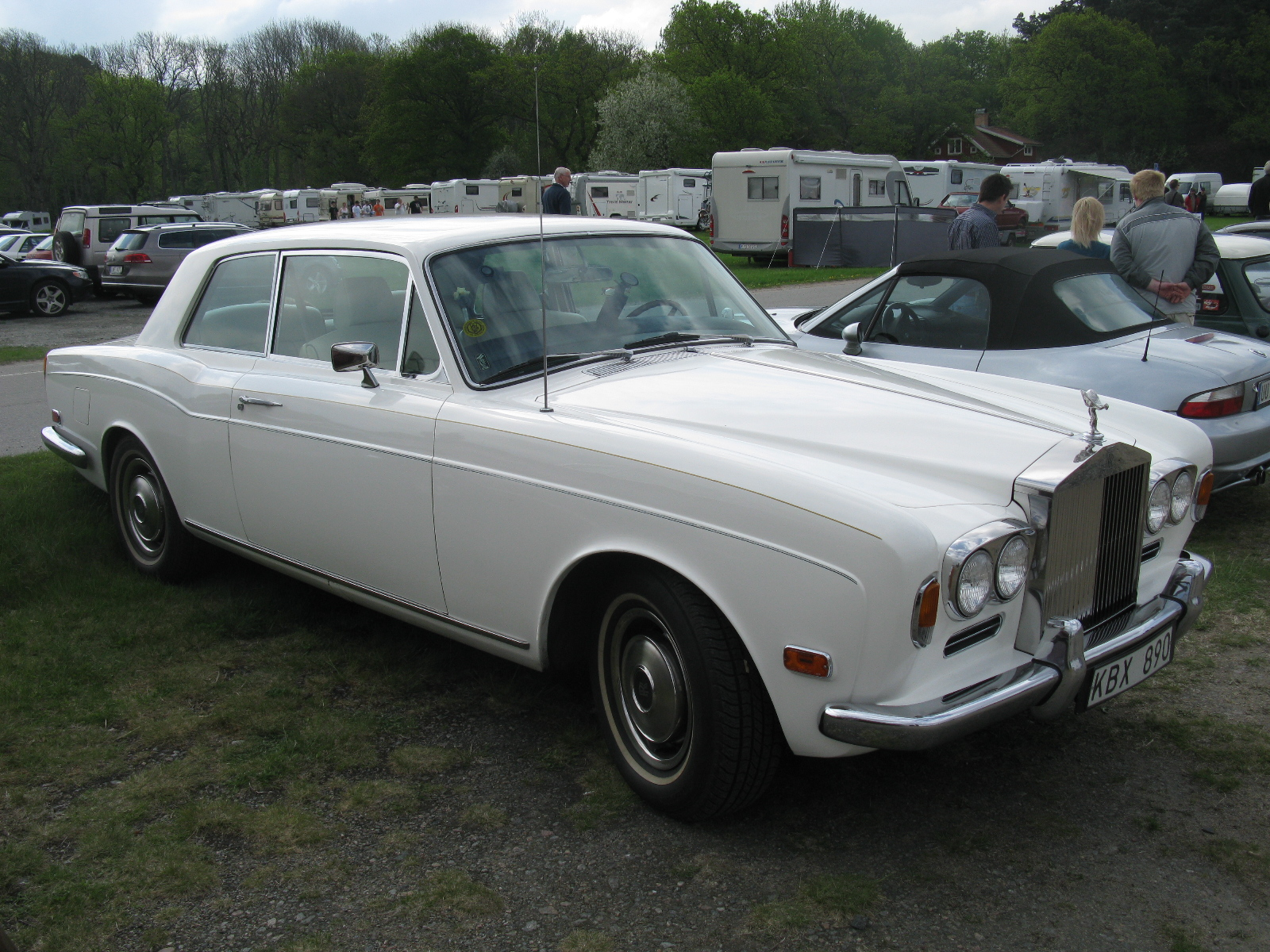
купе Rolls-Royce Corniche
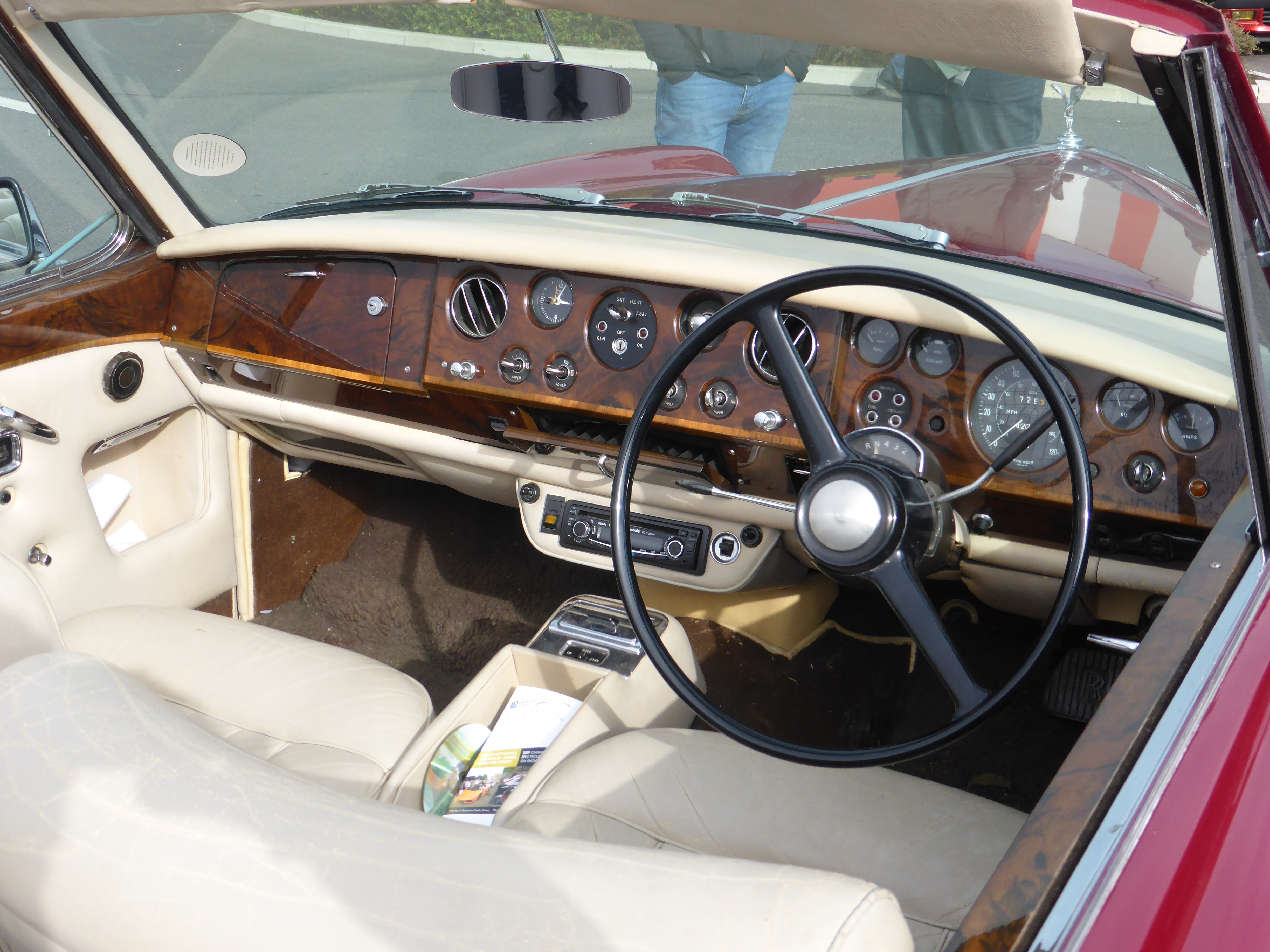
Приборная панель

## Rolls-Royce Silver Shadow II

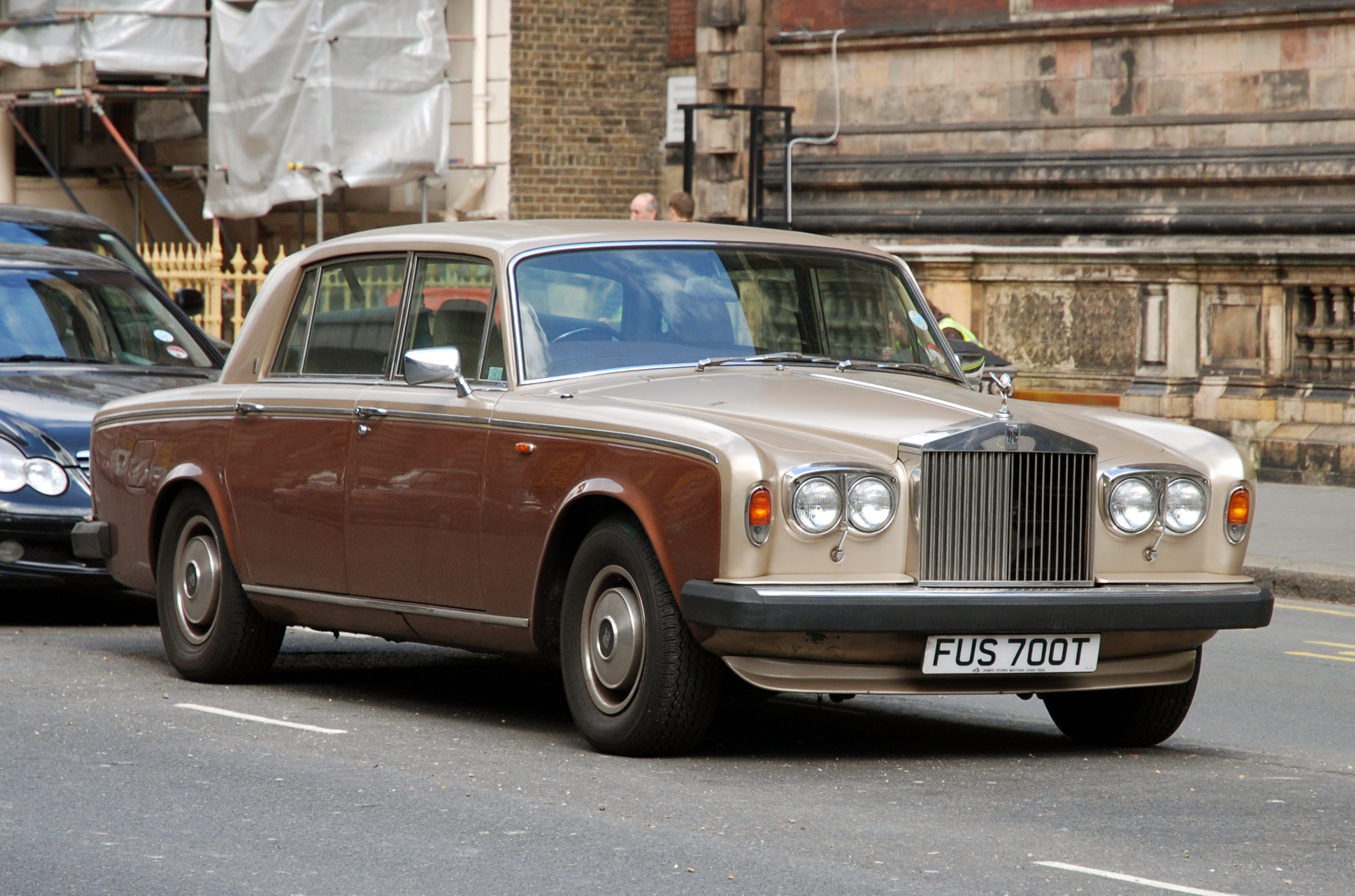
Silver Shadow II

В 1977 году проведена модернизация Silver Shadow, в результате модель получила новое название Silver Shadow II. Теперь рулевая трапеция была заменена рулевой рейкой, модернизирована передняя подвеска, появились алюминиевый радиатор, масляный радиатор и двухуровневая система вентиляции и кондиционирования. В соответствии с новыми требованиями безопасности хромированные бамперы заменили на легкосплавные с резиновыми амортизаторами (эти бамперы появились ещё в 1974 году для рынка США). В оформлении кузова исчезли декоративные фальшрешётки под фарами, а под передним бампером появилась юбка. 
В таком виде Silver Shadow II в различных версиях собирался до 1980 года, пока ему на смену не пришёл Rolls-Royce Silver Spirit.